# Rotbuche Groß-Buchholzer-Kirchweg 66
Die Rotbuche Groß-Buchholzer-Kirchweg 66 im von zahlreichen Fachwerkhäusern und alten Bäumen geprägten Dorfkern von Groß-Buchholz, dem heutigen hannoverschen Stadtteil Groß-Buchholz, wurde 1986 zum Naturdenkmal erklärt und wird von der Naturschutzverwaltung unter der Nummer ND-H 232 geführt.
Der Baum gehört nach seiner Art zu den Rotbuchen (Fagus sylvatica). Er steht am Rande einer alten Hofanlage, des Vollmeierhofes Nr. 8 von Groß-Buchholz, mit mehreren Fachwerkhäusern, so dem Haupthaus von 1711 und einer Durchfahrtscheune von 1764 (beides Baudenkmale), die um 1920 der Architekt Ferdinand Möller als Wohnsitz gekauft hatte. Neben dem Baum steht das Atelierhaus des Grafikers Vladimir Magdić, ein zu diesem früheren Hof gehörendes Altenteilerhaus. Das neben dem Zaun zur Straße angebrachte Informationsschild der Stadt Hannover enthält Daten über den Baum auf dem Stand von der Mitte der 1980er Jahre. Das Schild ist teilweise noch lesbar.
Die Stadt Hannover hatte den Baum im Jahr 1986 unter der Nummer ND-HS 24 unter Schutz gestellt. Die nach dem Niedersächsischen Kommunalverfassungsgesetz inzwischen für die Aufgaben der unteren Naturschutzbehörde zuständige Region Hannover ordnete die Naturdenkmale für ihr Gebiet im Jahr 2010 neu, hob die bisherigen Verordnungen der Kommunen auf, erließ für die meisten der bisherigen Naturdenkmale eine neue (Sammel-)Verordnung und begründete die Unterschutzstellung dieses Baumes in der neuen Verordnung mit dieser Beschreibung:
Alter, schön gewachsener Baum mit kuppelförmig verzweigter Krone, der gemeinsam mit mehreren alten Eichen den dörflichen Charakter der Umgebung prägt.
und nannte als „Schutzzweck“
Der Baum ist wegen seines Alters und seiner Größe selten, besonders schön und ein Zeugnis der dörflichen Vergangenheit von Groß-Buchholz.
Den Standort beschreibt die Verordnung:
Westlich eines alten Fachwerkhauses im Hof des Grundstücks. In der Nähe steht ein Schuppen.
nennt als Flurdaten
Hannover-Groß-Buchholz, Flur 9, Flurstück 180/95
und verwendet die Bezeichnung:
Buche Groß-Buchholzer Kirchweg 66.
Im Frühjahr 2021 bietet sich dieses Bild: Der Baum wurde im Februar 2021 baumpflegerisch behandelt. Mit Hilfe eines Hubwagens und mittels seilgestützter Klettertechnik beseitigte eine Fachfirma vertrocknete Äste. Seit dem Bau eines neuen öffentlichen Weges nördlich des Grundstücks Groß-Buchholzer Kirchweg 66 ist das Naturdenkmal nicht mehr nur aus der Entfernung vom Groß-Buchholzer Kirchweg von der Bushaltestelle „Hesemannstraße“ aus zu sehen. Der neue Weg führt näher an der Buche vorbei.
Weitere Naturdenkmale im alten Dorf sind Eiche Kapellenbrink 10 (Groß-Buchholz) (ND-H 231) und Eiche Kapellenbrink 22 (Groß-Buchholz) (ND-H 233).